# Britof
Britof – wieś w Słowenii, w gminie miejskiej Kranj. W 2018 roku liczyła 2013 mieszkańców. 